# 25-mm-Flugabwehrkanone M1940 (72-K)
Die 25-mm-Flak M1940 war eine Flugabwehrkanone des Kalibers 25 mm aus sowjetischer Produktion. Die russische Bezeichnung lautet 25-мм автомати́ческая зени́тная пу́шка образца́ 1940 го́да (72-К) 25-mm awtomatitscheskaja senitnaja puschka obrasza 1940 goda (72-K) und bedeutet „automatische 25-mm-Flugabwehrkanone Modell 1940 (72-K)“.

## Entwicklung

### Hintergrund
Die sowjetischen Streitkräfte verfügten in den Jahren nach dem Ersten Weltkrieg über keine leichten, automatischen Geschütze mit einem Kaliber von weniger als 37 mm. Schon Ende der 1920er Jahre begannen im Konstruktionsbüro des Kowrow-Werks die Arbeiten an einem Geschütz im Kaliber 25 mm. Die einzige Waffe in einem annähernd gleichen Kaliber im zaristischen Russland war die vom Schweden Helge Palmcrantz in Zusammenarbeit mit dem Ingenieur Thorsten Nordenfelt entwickelte, vierläufige 24-mm-Maschinenkanone Palmcrantz-Nordenfelt, die in Großbritannien bei Nordenfelt hergestellt wurde und von der das Marineministerium im Jahr 1879 35 Stück beschafft hatte. Der russische Konstrukteur Wassili Alexejewitsch Degtjarjow entwickelte im Kowrow-Werk einen automatischen Gasdrucklader. Eine Erprobung erfolgte in den Jahren 1929 bis 1930. Zu einer Indienststellung kam es nicht.
Nachdem jedoch die Luftfahrt sich in der Zwischenkriegszeit rasant weiterentwickelt und immer neue, leistungsfähigere Flugzeugtypen präsentiert wurden, entschied sich die Führung der Roten Armee dazu die Luftabwehr entsprechend der Erfordernisse der eigenen Streitkräfte aufzurüsten. Zu diesem Zeitpunkt verfügte die Sowjetunion über keine eigene Fertigung von schweren Maschinengewehren oder leichten, automatischen Flugabwehrkanonen die tieffliegende Luftziele hätten bekämpfen können. Die Fähigkeit zur Luftverteidigung im Nahbereich war daher nicht gegeben. Für die Flugabwehrkanonen wurden dabei zum einen Geschütze mit Kalibern von 20 bis 25 mm und zum anderen Geschütze mit Kalibern von 37 bis 45 mm in Erwägung gezogen. Ein erster Versuch, mit der überarbeiteten 37-mm-Flugabwehrkanone M1928 aus dem Ersten Weltkrieg eine Serienfertigung aufzubauen, misslang. Auch beim Aufbau einer eigenen Rüstungsindustrie für Waffen der Feldartillerie und weiteren militärischen Produktionen hatte die Sowjetunion zu dieser Zeit Probleme, so dass sich der Revolutionäre Kriegsrat dafür entschied im Ausland Hilfe zu suchen. (→Spionage) Da die Sowjetunion seit ihrem Bestehen wie die Weimarer Republik in den 1920er Jahren außenpolitisch isoliert war, suchte man erfolgreich den Kontakt zur Reichswehr und deutschen Herstellern und begann eine geheime militärische Zusammenarbeit mit der Reichswehr. (→Geheime Fliegerschule und Erprobungsstätte der Reichswehr) Dieser brach nach der Machtergreifung der NSDAP im Jahr 1934 endgültig ab. Die bis dahin gewonnenen Erkenntnisse flossen jedoch in die Entwicklungsarbeit der 25-mm Flak M1940 ein.

### Entwicklungsarbeit
Das leichte Flugabwehrgeschütz wurde in der Zeit zwischen Ende 1939 und Anfang 1940 im Entwicklungsbüro des Kalinin-Werk Nr. 8 in Kaliningrad (Oblast Moskau) entwickelt. Das dortige Büro leitete Michail Loginow und das Projekt zur Entwicklung wurde von Lew Loktew geleitet.
Begonnen wurde das Projekt mit der Bezeichnung ZIK-25, doch während der Entwicklungszeit änderte sich die Bezeichnung auf 72-K und nach Einführung bei der Roten Armee wurde es als 25-mm Flugabwehrkanone Modell 1940 bezeichnet. Einzelne technische Lösungen und die Gesamtkonzeption wurden aus dem Projekt der zuvor bereits vom gleichen Büro entwickelten 37-mm-Flugabwehrkanone M1939 (61-K) übernommen. Bis zum 11. Oktober 1939 hatte man einen Prototyp entwickelt, der im Werk erprobt werden konnte. Offizielle Schießversuche mit der Waffe erfolgten vom 15. April bis zum 25. Mai 1940. Dabei wurde festgestellt, dass das Geschütz nicht präzise blieb, da es zu stark vibrierte, und die Leuchtspurmunition auseinanderfiel. Das verhinderte jedoch die Indienststellung als „automatische 25-mm-Flugabwehrkanone Modell 1940 (72-K)“ nicht. Noch vor dem Beginn der Serienproduktion, verstarb der verantwortliche Chefkonstrukteur Loginow am 28. Oktober 1940 an Tuberkulose. Der Projektleiter und führende Entwickler der 72-K Loktew übernahm die Leitung des Entwicklungsbüros.
Laut dem Autor Ian Hogg, wurden drei Ausführungen geschaffen eine Ausführung M1939, eine M1940 und eine M1941. Weiterhin basiert das Geschütz nach seiner Auffassung maßgeblich auf einer 25-mm-Flugabwehrkanone aus dem Haus Bofors, welche wiederum ein Scale-Down der bekannten 40-mm-Bofors ist.

## Produktion
Nach der Entwicklung sollte das Geschütz im Werk Woroschilow gefertigt werden. Nachdem man dort mit der Einrichtung der Produktion begonnen hatte, begann der Krieg und es kam während des ganzen Krieges nicht mehr zu einer Auslieferung vollständiger Geschütze aus diesem Werk. Nachdem es erhebliche Probleme mit den Lafetten gab, wurden die fertiggestellten, drehbaren Oberlafetten mit Waffe mit Plattformen auf Lastwagen und Panzerzüge montiert. Etwa 200 improvisierte Flugabwehr-Selbstfahrlafetten auf GAZ-MM-Basis wurden bis Dezember 1941 von der Roten Armee abgenommen. Weitere hundert Geschütze wurden auf Züge montiert. In Summe wurden im Jahr 1941 328 72-K gefertigt.
Im Jahr 1942 begannen die Werke Nr. 172 und Nr. 4 mit der Fertigung des Geschütz, doch auch in diesen Werken gab es Schwierigkeiten mit der Serienfertigung, so dass im Verlauf des Jahres nur 236 Geschütze komplettiert wurden.
Ab 1943 begann das Werk Nr. 88 mit der Fertigung der 25-mm-Flak M1940 und löste die produktionstechnischen Probleme. Es begann erstmalig eine Serienfertigung und es gab immer wieder Änderungen am Entwurf. Neben vielen Maßnahmen um die Fertigung zu erleichtern gab es auch für die Mannschaft besonders wichtige, wie die Einführung eines Schutzschild im Jahr 1943.
Die Fertigung wurde mit dem Ende des Krieges und erst 1960 wurde mit ZU-23 (2A14) ein Nachfolger in Dienst gestellt.

## Technische Beschreibung
Die 25-mm-Flugabwehrkanone ist mit einer Reichweite von bis zu 2.400 m für die Bekämpfung von Tieffliegern in einer Höhe von bis zu 2.000 m ausgelegt. Für die Abwehr von leichten Panzern und gepanzerten Fahrzeugen war ein entsprechendes panzerbrechendes Geschoss verfügbar.
Die Unterlafette bestand tatsächlich aus dem Podeste für das Mittelpivot und dem vierrädrigen Radgestell, was das Geschütz im Mannschaftszug recht unhandlich und schwer machte. Doch als leichte Flugabwehrkanone an der Front konnte das Geschütz gezogen von leichten Fahrzeugen Kolonnen begleiten und war in der Lage schnell in Stellung zu gehen.
Im internationalen Vergleich entsprach das Geschütz dem zu dieser Zeit üblichen Anspruch an ein leichtes Flugabwehrgeschütz und die von der Roten Armee im Jahr 1940 geforderten ballistischen Eigenschaften erfüllte es.

## Varianten

### 25-mm-Zwillingsflak M1944 (94-KM)
Nachdem die Fertigung des Geschützes auch in anderen Werken aufgenommen worden war, wurde im Werk Nr. 88 durch die Kombination der Lafette einer 37-mm-Flugabwehrkanone 61-K und zweier 25-mm-Kanonen eine Zwillings-Flugabwehrkanone geschaffen. Die 25-mm-Zwillingsflak M1944 (94-KM) wurde nach Erprobung im Jahr 1944 in Dienst gestellt.

### Flak-Vierling
Ein Flak-Vierling mit der Werksbezeichnung Z-5 gelangte nicht zur Einführung.

### Gebirgs-Flak
Eine leichte Gebirgs-Flak erreichte auch nur das Prototypenstadium.

## Einsatz
Die 25-mm-Flugabwehrkanone M1940 war für den Einsatz bei den Infanterieregimentern vorgesehen. Sie war leistungsstärker als die schweren Flugabwehr-Maschinengewehre DSchK und schloss eine Lücke hin zu den schwereren 37-mm-Flugabwehrkanonen. Insbesondere zur Abwehr von Tieffliegern und Sturzkampfbombern wurden die leichten Flak-Geschütze dieses Kalibers eingesetzt.
Nach Ende des Zweiten Weltkrieges blieben sie bis zur Einführung der ZU-23-2 die wichtigste leichten Flugabwehrgeschütze. Dies erfolgte etwa Ende der 1960er Jahre. Doch die Einführung von schnellen Flugzeugen mit Turbinenmotoren und die Entwicklung von Flugabwehrraketen führten dazu, dass später keine neuen Entwicklungen in Richtung leichter Flugabwehrkanonen vorgenommen wurden.